# Ndlovukati

Armoiries royales d'Eswatini

Ndlovukati (écrit également Ndlovukazi, signifie littéralement « éléphante », pluriel tiNdlovukati) est le titre swazi pour la femme chef d'État d'Eswatini, à peu près équivalent à une reine-mère ou à une haute reine dans d'autres pays. Le titre est donné de préférence à la mère du roi en place (un roi encore appelé Ngwenyama, « lion de Ngwane »), ou à une autre femme de la famille royale, si la mère du roi est morte. La Ndlovukati règne à côté du roi (Ngwenyama), et quand il n'y a pas de roi, elle règne en tant que régente. La régente et Ndlovukati la plus connue a été Labotsibeni Mdluli, qui a gouverné le Swaziland de 1899 à 1921, année où elle a laissé le pouvoir à Sobhuza II.

## Origines
Le règne conjoint de la Ndlovukati et du roi  (Ngwenyama) correspond au fonctionnement traditionnel de la monarchie swazi. Sur les armoiries royales, le lion Ngwenyama représente le roi et l’éléphant la reine-mère. Tous les deux se partagent le pouvoir. Ces armoiries symbolisent  la fusion de leurs forces pour protéger le royaume (d’où le bouclier Nguni). Le roi est considéré comme le chef d'État administratif, alors qu'elle est considérée comme en étant le chef spirituel, la « mère de la nation » en quelque sorte,. La Ndlovukati conduit également  la nation en tant que régente en cas de mort du roi et de période de minorité de son successeur. Parmi les tiNdlovukati les plus notables, à partir du XIXe siècle, peuvent être citées Tsandzile Ndwandwe, Lojiba Simelane, Tibati Nkambule et Labotsibeni Mdluli. La Ndlovukati et le Ngwenyama sont censés avoir en commun le pouvoir de « faiseur de pluie ».

## Histoire
Historiquement, il y a eu un certain nombre de Ndlovukati ayant une grande influence, en particulier (mais pas exclusivement) dans les périodes de régence. La puissance de la Ndlovukati a été explicitement comprise comme un contrepoids à celle du Ngwenyama et des princes royaux, qui pouvaient être des rivaux. Ce fut le cas en particulier pendant le règne de Mswati II et Tsandzile Ndwandwe. Durant le long règne de Sobhuza II (1899-1982), sa grand-mère Ndlovukati Labotsibeni Mdluli (également surnommée Gwamile) a porté ce titre de Ndlovukati en détenant l'essentiel du pouvoir politique swazi de 1899 jusqu'à ce qu'elle se retire pour permettre l'accès à ce pouvoir d'un nouveau roi en 1922. 
À tout moment où il y a à la fois un Ngwenyama et un Ndlovukati (soit la plupart du temps), coexistent deux résidences royales. Même au cours d'une régence, quand le roi est mineur, une première esquisse de son quartier général est généralement mise en place.

## Liste des reines-mères
- LaYaka Ndwandwe, 1745-1780 (régence 1780)
- Lomvula Mndzebele, 1780-1815 (régence 1815)
- Lojiba Simelane, 1815-1840 (régence 1836-1840)
- Tsandzile Ndwandwe (LaZidze), 1840-1875 (régence 1868-1875)
- Sisile Khumalo (Lamgangeni), 1875
- Tibati Nkambule (Madvolomafisha), 1875-1894 (régence 1889-1894)
- Labotsibeni Mdluli (Gwamile, Lamvelase), 1894-1925 (régence 1899-1921)
- Lomawa Ndwandwe, 1925-1938
- Nukwase Ndwandwe, 1938-1957
- Zihlathi Ndwandwe (Mkhatjwa), 1957-1975
- Seneleleni Ndwandwe, 1975-1982
- Dzeliwe Shongwe, (régence 1982-1983)
- Ntfombi Tfwala, 1983–en cours, (régence 1983-1986)